# أحمد الجسار
أحمد الجسار (1963 - )؛ وزير الأشغال العامة والكهرباء والماء الكويتي السابق، ما بين عامي 2015 - 2016، ووزير التخطيط الأسبق، حيث عين في عام 1992، وورئيس ديوان الخدمة المدنية الكويتي (2017-) ، وهو نجل خالد الجسار وزير الاوقاف ووزير العدل الأسبق.

## السيرة الذاتية
- المهندس أحمد خالد أحمد الجسار ، مواليد 1963.
- حاصل على شهادة البكالوريوس بالهندسة الكهربائية من جامعة القاهرة.
- بدأ عمله في وزارة الكهرباء مهندسا ثم تدرج وظيفياً حتى أصبح وزيراً.
- رئيس مهندسي مشاريع محطات القوى الكهربائية.
- وكيلاً مساعداً بوزارة الكهرباء والماء عام 2007 لشؤون مشاريع محطات القوى وتقطير المياه.
- وكيلاً عام 2010 وجدد له لمدة أربع سنوات عام 2014.
- رئيس هيئة الربط الكهربائي لدول مجلس التعاون الخليجي.
- عضو في هيئة التدريس بقسم الفيزياء بكلية العلوم في جامعة الكويت.
- مارس مهنة التدريس قبل الغزو وبعده.
- عمل في مؤسسة الكويت للتقدم العلمي وفي مكتب التربية العربي لدول الخليج بالرياض.
- عين وزيراً للتخطيط عام 1992 (سنة ونصف السنة).
- اختير وزيراً للأشغال العامة والكهرباء والماء في شهر مارس 2015 وتقدم باستقالته وقبلت بتاريخ 29 نوفمبر 2015 ثم اعيد إلى منصبه في مارس 2016.[2]

## وصلات خارجية
- مجلس الوزراء يوافق على مشروع مرسوم بتعيين أحمد الجسار رئيسا لديوان الخدمة المدنية